# Bushnell (Florida)
Bushnell és una població dels Estats Units, seu del comtat de Sumter, a l'estat de Florida. Segons el cens del 2000 tenia 2.050 habitants.

## Demografia
Segons el cens del 2000, Bushnell tenia 2.050 habitants, 830 habitatges, i 538 famílies. La densitat de població era de 336,8 habitants per km².
Dels 830 habitatges en un 25,4% hi vivien nens de menys de 18 anys, en un 49,4% hi vivien parelles casades, en un 12,4% dones solteres, i en un 35,1% no eren unitats familiars. En el 31,2% dels habitatges hi vivien persones soles el 17,7% de les quals corresponia a persones de 65 anys o més que vivien soles. El nombre mitjà de persones vivint en cada habitatge era de 2,25 i el nombre mitjà de persones que vivien en cada família era de 2,79.
Per edats la població es repartia de la següent manera: un 20,6% tenia menys de 18 anys, un 8,8% entre 18 i 24, un 23,3% entre 25 i 44, un 21,5% de 45 a 60 i un 25,8% 65 anys o més.
L'edat mediana era de 43 anys. Per cada 100 dones de 18 o més anys hi havia 85,4 homes.
La renda mediana per habitatge era de 26.676 $ i la renda mediana per família de 34.063 $. Els homes tenien una renda mediana de 27.986 $ mentre que les dones 23.125 $. La renda per capita de la població era de 14.737 $. Entorn de l'11% de les famílies i el 14,7% de la població estaven per davall del llindar de pobresa.

## Poblacions més properes
El següent diagrama mostra les poblacions més properes.